# Kraljevina Bohemija
Kraljevina Bohemija bila je kraljevina (od 1310. u sastavu Svetog Rimskog Carstva i kasnije Austro-Ugarske) na području današnje Češke i povijesne pokrajine Bohemije.
Kneževina Bohemija je postojala još od naseljavanja Čeha na prostore Bohemije te je nastala 1198. godine. Njom su tada još uvijek vladali Česi. Godine 1310., pripojena je Svetom Rimskom Carstvu. Od 1526. njom kontinuirano vlada vladarska kuća Habsburg. Kada je završio Prvi svjetski rat, propala je Austro-Ugarska i Kraljevina Bohemija zajedno sa Slovačkom ujedinila se u Čehoslovačku.
Kraljevina Bohemija se nalazila na području današnje zapadne Češke Republike. Njena površina je zauzimala oko 52,000 km2. Ona je 1910. graničila s: Njemačkim Carstvom (sa zapada i sjevera) i pokrajinama u Austro-Ugarskoj: Donjom Austrijom (s juga), Gornjom Austrijom (s jugoistoka) i Moravskom Markgrofijom (s istoka).

## Vanjske poveznice
- Kraljevina Bohemija na Worldstatesmen (engl.)